# Elten
Elten je naselje u sklopu grada Emmerich na Rajni, Sjeverna Rajna-Vestfalija u Njemačkoj uz samu granicu s Nizozemskom. U razdoblju 1949. – 1963. selo je bilo u sastavu Nizozemske.